# 恭子女王
恭子女王（きょうし（たかこ）じょおう、永観2年（984年） - ?）は、平安時代中期の皇族。伊勢斎宮。為平親王王女（村上天皇の皇孫）、母は左大臣源高明の女。同母兄弟に源憲定、源顕定、源頼定、婉子女王などがいる。

## 経歴
一条天皇の斎宮として、寛和2年（986年）8月8日に3歳で卜定される。その後宮内省へ初斎院入り、永延元年（987年）9月13日、野宮に移る。同2年（988年）9月20日、5歳で乳母に抱かれて群行の儀に臨み、伊勢へ群行した（長奉送使は権中納言藤原道兼）。長保2年（1000年）11月7日、17歳で著裳。寛弘7年（1010年）11月7日、父為平親王の薨去により27歳で退下。一条天皇朝のほぼ全期間、24年に渡る長期の在任であった（歴代斎宮の中でも、柔子内親王に次いで2番目に長い）。寛弘8年（1011年）4月21日に大祓を行い、同年5月25日に帰京。その後の消息は不明。
一条天皇の中宮定子と仲睦まじく、文を交わし合っていたと言われている。